# Liutovîska, Starîi Sambir
Liutovîska (în ucraineană Лютовиська) este localitatea de reședință a comunei Liutovîska din raionul Starîi Sambir, regiunea Liov, Ucraina.

## Demografie
Componența lingvistică a localității Liutovîska
     Ucraineană (100%)
Conform recensământului din 2001, toată populația localității Liutovîska era vorbitoare de ucraineană (100%).